# Miðfell (kulle i Island, Suðurland, lat 64,19, long -21,04)
Miðfell är en kulle i republiken Island. Den ligger i regionen Suðurland, 40 km öster om huvudstaden Reykjavík. Toppen på Miðfell är 322 meter över havet, eller 180 meter över den omgivande terrängen. Bredden vid basen är 3,4 km.
Trakten runt Miðfell är nära nog obefolkad, med mindre än två invånare per kvadratkilometer. Närmaste större samhälle är Laugarvatn, omkring 15 kilometer öster om Miðfell. Trakten runt Miðfell består i huvudsak av gräsmarker.